# يوستاين فلو
يوستاين فلو (مواليد 3 أكتوبر 1964) هو لاعب كرة قدم. يلعب مع منتخب النرويج لكرة القدم. سبق له أن لعب في كأس العالم لكرة القدم مع منتخب بلاده.

## روابط خارجية
- يوستاين فلو على موقع IMDb (الإنجليزية)

- يوستاين فلو على موقع الاتحاد الدولي (مؤرشف)  (الإنجليزية)
- يوستاين فلو على موقع الاتحاد الأوربي (الإنجليزية)
- يوستاين فلو على موقع اتحاد النرويج (النرويجية)
- يوستاين فلو على موقع قاعدة بيانات كرة القدم.إي يو (الإنجليزية)
- يوستاين فلو على موقع ناشيونال فوتبول تيمز (الإنجليزية)
- يوستاين فلو على موقع Soccerbase.com (لاعب) (الإنجليزية)
- يوستاين فلو على موقع عالم كرة القدم.نت (الإنجليزية)